# Stenelmis quadrimaculata
Stenelmis quadrimaculata är en skalbaggsart som beskrevs av Horn 1870. Stenelmis quadrimaculata ingår i släktet Stenelmis och familjen bäckbaggar. Inga underarter finns listade i Catalogue of Life.